# Ruta 1 (Urugwaj)
Ruta 1, Brigadier General Manuel Oribe – droga krajowa w Urugwaju. Jej patronem jest urugwajski bohater narodowy Manuel Oribe. Posiada długość około 177 km i łączy ze sobą Montevideo, stolicę kraju, z kurortem Colonia del Sacramento na południowym zachodzie Urugwaju.

## Kierunki, skrzyżowania
Droga numer 1 przebiega przez 3 departamenty oraz ma na swojej trasie skrzyżowania z 8 innymi drogami krajowymi:

### Departament Montevideo
- 0 km -Plaza de Cagancha, Montevideo (początek)[5]
- 9 km-La Paloma - Tomkinson: Ruta 5.

### Departament San José
- 52 km -Libertad: Ruta 45 (na północ do Rodríguez)
- 61 km -6,5 km za Puntas de Valdez: Ruta 3 (na północ do San José de Mayo)
- 101 km -Ecilda Paullier: Ruta 11 (na północny wschód do San José de Mayo)

### Departament Colonia
- 127 km -7 km za Colonia Valdense: Ruta 2 (na północ do Rosario i dalej Cardona)
- 137 km -17 km za Colonia Valdense: Ruta 54 (na południe do Juan Lacaze, na północ do Ruta 12)
- 148 km -28 km za Colonia Valdense: Ruta 22 (na północ do Tarariras)
- 163 km -Riachuelo: Ruta 50 (na północny wschód do Tarariras)
- 177 km -Avenida Franklin D. Roosevelt, Colonia del Sacramento (koniec)